# Jeloboc, Orhei
Jeloboc este un sat din cadrul comunei Piatra din raionul Orhei, Republica Moldova.
La 1 km sud-est de sat este amplasat izvorul Jeloboc, o arie protejată din categoria monumentelor naturii de tip hidrologic, izvorul cu cel mai mare debit din R. Moldova.